# アンフェタミン

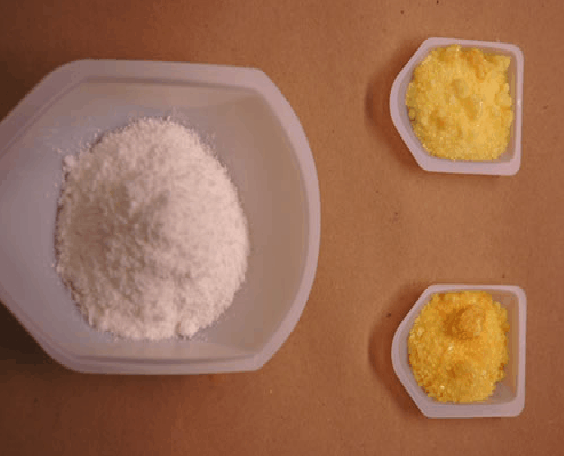
左の白色粉末がアンフェタミン。右二つの容器に入っているのは1-フェニル-2-ニトロ-1-プロペン。

アンフェタミン（英語: amphetamine, alpha-methylphenethylamine）とは、間接型アドレナリン受容体刺激薬として、メタンフェタミンと同様の中枢興奮作用を持つ。アメリカ合衆国では商品名Adderallで販売され、適応は注意欠陥・多動性障害 (ADHD) およびナルコレプシーである。強い中枢興奮作用と精神依存性、薬剤耐性がある。向精神薬に関する条約の付表II、日本の覚醒剤取締法ではフェニルアミノプロパンの名で覚醒剤に指定されている。日本で薬物乱用されている覚醒剤は、本剤ではなくメタンフェタミンである。
密造と薬物乱用がヨーロッパで横行し、主にフェニルプロパノールアミンから合成した硫酸アンフェタミンの形で出回っている。さらに、アメリカ、イギリス、オーストラリア、カナダなどの国々では、ナルコレプシーやADHDの治療に用いられるため、処方されたアンフェタミンが横流しされ、高等学校や大学で最も頻繁に乱用される薬剤のひとつとなっている。

## 化学
1887年（明治20年）、ルーマニアの化学者ラザル・エデレアーヌ（英: Lazăr Edeleanu）がベルリン大学で初めて合成した。アンフェタミンは光学異性体を持ち、レボアンフェタミン（L体）とデキストロアンフェタミン（D体）に光学分割することができる。アンフェタミンは多くの向精神薬の母体骨格であり、MDMA（エクスタシー）やメタンフェタミン（N-メチル誘導体）などを含む化合物群を構成する。アンフェタミン自体は、フェネチルアミンの誘導体である。
古くは硫酸 rac-アンフェタミン（rac- はラセミ体であることを示す）として合成されていた。アメリカ合衆国では rac-アンフェタミンを主成分とする製剤はもはや製造されていない。今日では大部分が硫酸デキストロアンフェタミンの形で用いられている。注意欠陥障害にはアデラル (Adderall)、デキセドリン (Dexedrine) もしくは後発医薬品がしばしば用いられ、これには rac-アンフェタミンと D-アンフェタミンが硫酸塩とサッカラートの形で、D体とL体が 3:1 の比になるように含まれている。
効果は主に D-アンフェタミンによってもたらされ、L-アンフェタミンはこれらの作用が失われたあとに、吐き気などの副作用を現す。

## 作用機序
ユートマー（eutomer、活性の高い方の光学異性体を指す）であるデキストロアンフェタミンは、血液脳関門を易々と突破し、モノアミン神経伝達物質のノルアドレナリンおよびドーパミンの放出促進と再取り込み阻害によって、中枢神経に作用する。セロトニンには影響しない。放出促進の過程では、小胞モノアミン輸送体VMAT2に対する活性の発現が、特に重要な役割を果たす。

## 適応
アメリカ合衆国での適応は、注意欠陥・多動性障害 (ADHD)、ナルコレプシーおよび外因性肥満であるが、後述の通りナルコレプシーと肥満に対して処方されることは稀である。
軍隊においてはパイロットに対して疲労抑制剤として、また警戒態勢や注意力の持続が要求される任務につく際に与えられることが多い。

## 医療用途
メチルフェニデート（リタリン、コンサータなど）と共に、注意欠陥障害 (ADHD) の標準的な治療薬として用いられている。日本では流通管理委員会が設置され、流通が厳格に管理されており、登録された病院、薬局でしか処方、薬の引き渡しができない。
有益な効果として、衝動の抑制力や集中力の増加、感覚器への過剰刺激や被刺激性の減少などが挙げられる。これらの効果は、特に幼い子供に対しては時として劇的である。ADHDの治療薬・アデラルは4種のアンフェタミン塩からなり、アデラルXRは同じ塩の徐放性製剤版である。適切な用法・用量を守って使えば、食欲減退などの副作用は時間と共に軽くなっていく。しかしながらメチルフェニデートよりも体内に残留する時間が長く、食欲や睡眠に関する副作用は重い傾向がある。
また、ナルコレプシーなどの睡眠障害の治療薬として使われてきたが、21世紀ではモダフィニルといった新しい薬剤も選択できる。一般的に、習慣性や身体依存を生じさせることなく、長期間にわたって効果を得ることができる。さらに、難治性の抗うつ治療に用いられることがある。
薬理学的に類薬であるマジンドールは肥満の減量用途での利用があり、日本ではサノレックスが認可されている。

### 20世紀中ごろまで
実験医療には、1920年代（大正時代）から使用され始めた。
アンフェタミンは、1935年ごろから欧米で商品名ベンゼドリンとして本格的に導入された。アメリカ合衆国では、1937年に副作用のない素晴らしい薬として導入され、驚異の薬 (wonder drug) と呼ばれた。日本では1941年ごろ（第二次世界大戦中）からゼドリン(武田薬品工業)、アゴチン(富山化学工業)として導入された。ほか、メタンフェタミンのヒロポン（大日本製薬）や、ホスピタン（参天堂）など、20社を超える製薬会社が当時の言葉でいう除倦覚醒剤を販売していたことが知られる。
アンフェタミンやメタンフェタミンといった覚醒剤には「疲労感防止、睡気除去、気力昂揚」といった効能が書かれ、兵役に使われ日本でも仕事の能率向上を精神科医が宣伝した。こうした覚醒剤は日本でも夜戦の兵士や、軍需工場の工員に能率向上として使われた。
一方で、副作用として1938年にはヤングがアンフェタミンに誘発された妄想状態を報告、1958年にはコンネルが42例のアンフェタミン精神病を報告し、覚醒アミン精神病という臨床単位を確立していった。
日本で1945年に終戦すると、軍部の保有した覚醒剤の医薬品が民間に放出され、非行少年や売春婦に乱用されていった。乱用者が増えると中毒者の入院も増加し、効能表示は取り消され製造中止し段階的に取り扱いは厳しくなったが、密造品も出回り、アゴチン、ヒロポン（メタンフェタミンの商品名）といったラベルまで貼られた。1951年には覚醒剤取締法が制定される。
映画『バロウズの妻』の冒頭でも1944年のニューヨークの薬局でベンゼドリンを購入する場面がある。アメリカ食品医薬品局 (FDA) は1959年（昭和34年）にベンゼドリン吸入器を禁止してアンフェタミンの処方を制限したが、不法な使用が広まっていった。
坂口安吾「勝負師」（青空文庫）によると、将棋対局で1947年（昭和22年）当時の木村義雄前名人と升田幸三八段の夕刊三社主催・木村－升田三番棋戦第1局で、観戦記を担当した安吾が、酒を飲まない木村前名人に、眠気覚ましになるとしてゼドリンを勧め、木村がそれを飲んで夕食休憩後の対局に臨む話がある。当時は酒やこうした錠剤を服用して対局に臨むことが不謹慎とは考えられなかったという。当時アンフェタミンの副作用について、まだ知られていなかったため、対局用の疲労抑制剤として使用されていたが、1年後の1948年に一般向けの販売が禁止された。ただし服用そのものは禁止ではなかったので、2年後1949年の名人戦でも安吾は木村にゼドリンを勧めているが、木村は大人の対応で断りを入れているという。

## 能力向上用途
かつて、アメリカ空軍はデキストロアンフェタミン（アデラル、デキセドリン）をパイロットの刺激薬として使い、go-pills と呼んでいた。作戦後には、パイロットが眠れるようにするため no-go pill と呼ばれる抗不安薬かつ睡眠導入剤（ゾルピデムまたはベンゾジアゼピン系の睡眠薬であるテマゼパム、オキサゼパム）が与えられていた。近年では、モダフィニルなどアンパキン系薬剤の発展により、デキストロアンフェタミンによる妄想症や不快感を生じさせることなく警戒能力を維持することが可能になった。
アンフェタミンは長距離トラックの運転手、建設業関係の労働者、工場作業員など、労働時間が長かったり不定期になりがちなシフト勤務者や、単調な反復作業を行う者の間でも広く使われている。このためアンフェタミンは時に「レッドネック・ドラッグ」 (redneck drug)と呼ばれる（レッドネックとは「野外で働いていて首筋が赤く日焼けしているような白人労働者」に対する蔑称）。タイでは缶詰工場の労働者に対し生産性を上げる目的で強制的にアンフェタミンを投与した事例が報告されている。
ホワイトカラーもまた、長時間に及ぶ過密なスケジュールの間注意力を持続させるため、あるいは学習能力を向上させるためにアンフェタミンを使うことがある。数学者のエルデシュはアンフェタミンを常用しており、服用を止めた時は研究がはかどらなかったという。また、アメリカの大学生の間で「頭の良くなる薬」として乱用されている事例が報告されている。
戦後、アンフェタミンはスポーツの世界にも広まった。1960年（昭和35年）のローマオリンピックで、アンフェタミンを投与されたデンマークの自転車選手ヌット・エネマルク・イェンセンが競技後に死亡して以降、ドーピング防止策が進められるようになり、1974年（昭和49年）にアンフェタミンは禁止薬物に指定された。2014年現在、世界アンチ・ドーピング機関 (WADA) の「禁止表」において「興奮薬」に分類されている。晩年の力道山も衰えた力を隠すために服用していたことが田鶴浜弘（プロレス記者）の口から語られている（田鶴浜弘は間違えて、「アフェミン」と言っていた）。
1960年代から70年代のイギリスにおいても普及しており、モッズ文化において重要な役割を果たした。後にはパンクスによって夜通し踊り続けるために使われた。ビートルズも、デビュー前にハンブルクのクラブで夜通し演奏するためにアンフェタミンを服用していた。

## 効果
分子輸送体を開口チャネルとすることによってノルアドレナリンとドーパミンのストアを神経終末から開放する。また、シナプス小胞からセロトニンのストアを開放する。メチルフェニデートと同様、アンフェタミンはドーパミンおよびノルアドレナリンに対応するモノアミン輸送体を阻害することにより、それらの再循環を妨げる。これは再取り込み阻害作用と呼ばれ、結果としてシナプスへのドーパミン、ノルアドレナリンの蓄積を導く。
これらの複合作用によってシナプス中の神経伝達物質の濃度は急速に増加し、ニューロンにおいて対応する受容体への神経インパルスの伝達を促進する。

### 生理学的効果
中枢興奮作用を有する。短期的生理学的効果には食欲減退、持久力や身体能力の向上、性欲・性感の増加、不随意運動、発汗量の増加、活動亢進、神経過敏、吐き気、掻痒感、できもの・油肌、頻脈、不整脈、血圧の上昇、頭痛が挙げられる。効果が消えたあとに疲労感が現れることもしばしばある。過量はクロルプロマジンによって処置することができるとされる。
長期的（習慣的）服用、または過量による効果として振戦、不穏状態、睡眠の時間帯の変動、肌荒れ、反射亢進、過呼吸、消化器系の狭小化、免疫系の弱体化などがみられることがある。興奮期のあとに疲労・抑うつ状態が現れることもある。長期にわたって使用すると、勃起不全、心臓の障害、脳卒中、肝臓・腎臓・肺への損傷が起こることがある。吸入すると鼻腔の内部がただれることもある。

### 心理的効果
短期的な精神的な作用として、注意力の亢進、多幸感、集中力の増加、多弁、他者への信頼感の増大、社交性の向上、眼振、幻覚、服用後のレム睡眠の消失が起こりうる。
長期的な精神的な影響には不眠、統合失調症に類似した精神状態、攻撃性の増加（統合失調症には付随しない）、離脱症状を伴う習慣性の獲得や依存症の発症、被刺激性の増加、錯乱、パニックが挙げられる。慢性的に、あるいはかなりの長期にわたって服用すると覚醒剤精神病に陥り、妄想とパラノイアが起こるが、処方された用量を守れば可能性は低い。アンフェタミンは精神依存性が非常に強く、慢性的な服用にされる。これにより極めて速やかに耐性が獲得される。アンフェタミンからの退薬は、命に関わる症状を起こすアルコールなどに比べ困難ではないが、不快な経験を伴う。パラノイア、抑うつ、呼吸困難、不安、胃の蠕動・胃痛、嗜眠など。そのため常用者は、頻繁に退薬に失敗するが、これが耐性の獲得や依存症への陥りやすさを物語っている。
アメリカ食品医薬品局(FDA)の有害事象報告システム(AERS)のデータから殺人や暴力など他害行為の報告を調査し、アンフェタミンは4位の9.6倍であった。

## 毒性
急性中毒による症状として、精神病、失見当識、一時的な統合失調症様症状、攻撃性の増加、妄想、開口障害、下痢、動悸、不整脈、失神、異常高熱症、および痙攣を起こし昏睡に至る反射亢進が挙げられる。
熱中症を起こした際には冷却毛布が有効である。ロラゼパムやジアゼパムなどのベンゾジアゼピン系の精神安定剤によって不安感が抑えられる場合がある。ハロペリドール（抗精神病薬の一種）は運動量亢進や妄想に対し効果を示す。併発する高血圧や不整脈にも対処しなければならない。

## 依存性
耐性がすぐに獲得されるため望みの効果を得るのに必要な量は増加していく。アンフェタミン依存症となった患者には、不穏状態、不安、うつ、不眠、自殺衝動といった症状があらわれることがある。多くの常用者は退薬中に、より多量のアンフェタミンを摂取してしまうサイクルを繰り返す。これは非常に危険な状態であり、退薬を助けるために他の薬剤が用いられることもある。
反復的な使用によって精神病症状（統合失調症に似た）を呈することがあり、使用を中断するとおさまるが、覚醒作用が少量の使用でも強くなる逆耐性（感作）の現象がみられるため、再び乱用すると精神病症状が再発しやすい。
尿検査によってアンフェタミンの存在が確認できる患者には、入院が必要とされることもある。支持治療が重要である。
一度依存症にかかると長期間薬物から離れていても、些細なきっかけでまた逆戻りしてもとの依存症になってしまう。

## 法的問題
国際的には向精神薬に関する条約付表IIに指定されている。
日本では、アンフェタミン（フェニルアミノプロパン）は、覚醒剤取締法の覚醒剤に指定されている。現在、医療用途として正規に認められたアンフェタミン製剤はなく、不法な所持、使用により10年以下の懲役に処せられる。ただし、国際オリンピック委員会（IOC）からの要請で、2020年東京オリンピック出場選手に限り、ADHDの治療薬としての持ち込みを認める特別措置法が2021年6月9日に成立した。
イギリスは、1964年の薬物（乱用防止）法から規制が開始され、1971年薬物乱用法とその法改正によってクラスBの薬物に指定されている。不法所持により5年以下の禁固（注射器を用いた場合は7年以下の禁固）および上限の設定されていない罰金に処せられる。
アメリカでは、アンフェタミンとメタンフェタミンは、規制物質法のスケジュールII薬物・精神刺激薬に分類されている。スケジュールIIに分類されるのは、乱用の危険性が高く、医療用途に厳しい制限のもとで用いられており、重度の生理学的・心理的依存性をもたらす危険性が高い薬物である。

## 文化
- イアン・フレミングの小説007シリーズでは、一貫して商品名のベンゼドリンで登場している。処女作『カジノ・ロワイヤル』（1953年刊）第2章のMへの報告書に、「ル・シッフルは吸入器を所持している」とあり、第11章でバカラのテーブルで使用している。ジェームズ・ボンドも『死ぬのは奴らだ』（1954年刊）第18章でサンゴ礁での遠泳の前にウィスキーとともに錠剤を、『ムーンレイカー』（1955年刊）第4章でヒューゴ・ドラックスとのブリッジの対決前にMの面前で粉末をシャンペンに入れて、『わたしを愛したスパイ』（1961年刊）第11章で二人組のギャングとの対決を予期してコーヒーとともに錠剤を摂取している。生前最後に出版された『007号は二度死ぬ』（1964年刊）第13章でもブロフェルドの潜む古城に潜入する装備に錠剤を加えている。『ムーンレイカー』はロンドンでのことで本部から粉末を取り寄せている。これ以外は海外でのことで錠剤が支給品なのかボンド個人に処方されたものか市販品を購入したものかは不明[注釈 1]。
- アバンギャルド・ロック・バンドのヴェルヴェット・アンダーグラウンドは、アルバム『ホワイト・ライト/ホワイト・ヒート』収録のタイトル曲（英語版）でアンフェタミンの効果に関して歌っている。
- ブルースロック・バンドのキャンド・ヒートは、アルバム『ブギー・ウィズ・キャンド・ヒート（英語版）』の中で「アンフェタミン・アニー」というスピードを常用する少女の歌を発表している。
- 尾崎豊の『禁猟区』の歌詞にアンフェタミンの語がある。
- ALI PROJECTの『六道輪廻サバイバル』の歌詞にアンフェタミンの語がある。
- 劇画『ゴルゴ13』の一作「バイオニック・ソルジャー」で、世界最強の戦闘マシンとして育成されたライリーが、ゴルゴとの対決前に自らアンフェタミンを投与し、神経と筋肉の反応速度を倍加させるシーンがある。
- 『クリムゾン・リバー2 黙示録の天使たち』で、修道士たちに投与され、驚異的な身体能力を発揮させて殺人を遂行する。
- 虚淵玄の小説『Fate/Zero』（奈須きのこ・TYPE-MOON原作）の主人公・衛宮切嗣が、アンフェタミンを使用していた。
- コナミのゲーム『メタルギアソリッド』での無線通信の一つに、腕が痛いと訴えるスネークに対し、ナオミ・ハンターが鎮痛剤の量を増やしてみると言うが、それへスネークが「眠くはない。デキセドリンは投与しなくていい。性欲を持て余す」と返すものがある。

## 製薬会社の密造
1972年、桂化学とアドバンス化成の製薬会社2社がフェニルアミノプロパンを密造したとして販売業務停止の行政処分を受けた。2社の担当者が強壮剤（乳酸プレニラミン）を製造する際に生成物としてフェニルアミノプロパンが生成されることに着目して1,000キログラム以上を密造。一部を暴力団関係者に流していた。